# Завьялов, Николай Павлович
Николай Павлович Завьялов (1835—1887) — русский филолог и педагог.

## Биография
В 1853 году окончил 1-ю Московскую гимназию, в 1857 году — историко-филологический факультет Императорского Московского университета, преподавал русский язык в гимназиях Москвы, а также Тулы и других городов.
Им были напечатаны:
- «Учебник элементарной логики и стилистики» (М., Моск. детск. и пед. б-ка, 1875. 73 с.; 3-е изд., значит. испр. и доп. М., 1878. 88 с.; переиздания продолжались)
- «Учебник русского синтаксиса» (М., Салаевы, тип. Риса, 1880. [II], 58 с.)[4]
- педагогические статьи:
  - в «Журнале Министерства народного просвещения»[5]:
- Заметка на статью: „По вопросу о русской грамматике как учебнике“ г. Богородицкого. — ЖМНП. — 1868. — Ч. CXXXVIII, июнь, отд. III. — С. 904—924.
- Последнее слово г. Богородицкому. — ЖМНП. — 1869. — Ч. CXLI, февр., отд. III. — С. 31—52.
- Этимология русского глагола (Ответ г-ну Н. Некрасову). — ЖМНП. — 1870. — Ч. CL, авг., отд. III. — С. 184—218.
  - в «Педагогическом сборнике»:
- Теоретическая педагогика // Педагогический сборник. 1885. — № 2. — С. 107—123; № 5. — С. 463—479; № 6. — С. 561—576; № 7. — С. 1—17; № 10. — С. 239—255; № 12. — С. 412—428.
- Из теоретической педагогики // Педагогический сборник. 1886. — № 6. — С. 509—524; № 7. — С. 1—17.